# Marzy
Marzy – miejscowość i gmina we Francji, w regionie Burgundia-Franche-Comté, w departamencie Nièvre.
Według danych na rok 1990 gminę zamieszkiwały 3032 osoby, a gęstość zaludnienia wynosiła 124 osoby/km² (wśród 2044 gmin Burgundii Marzy plasuje się na 67. miejscu pod względem liczby ludności, natomiast pod względem powierzchni na miejscu 303.).